# Cateterismo sovrapubico
Il cateterismo sovrapubico (anche conosciuto con il termine di cistostomia sovrapubica) è una procedura di tipo chirurgico che mette in connessione la vescica con la cute. Attraverso una stomia un catetere viene inserito attraverso la cute dell'ipogastrio (porzione inferiore dell'addome) fino a raggiungere la vescica. Si ricorre a questa tecnica per drenare le urine dalla vescica quando sia interrotto il normale flusso d'urina.

## Indicazioni
Vi è indicazione al cateterismo sovrapubico ogni qualvolta sia impedito il normale cateterismo vescicale e persista ostruzione del flusso urinario. L'ostruzione è generalmente determinata da:
- Iperplasia prostatica benigna
- Rottura traumatica della uretra
- Difetti congeniti del tratto urinario
- Calcoli renali transitati nell'uretra
- Cancro vescicale o dell'uretra.

Il cateterismo sovrapubico è anche un trattamento di comune utilizzo in pazienti con lesioni del midollo spinale che non possono o non vogliono utilizzare il cateterismo intermittente per svuotare una vescica colpita da una patologia neurogena che interrompe i centri di controllo o le vie nervose della minzione (vescica neurologica). Viene inoltre utilizzato quando si voglia mettere a riposo l'uretra dopo aver effettuato degli interventi chirurgici sull'uretra stessa o sul collo vescicale.

## Tecnica dell'intervento

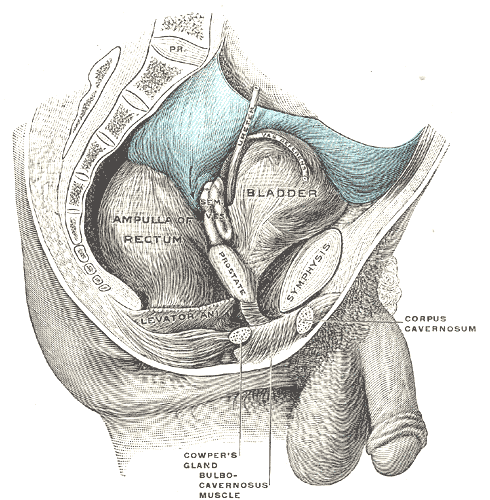
Si evidenziano i rapporti anatomici tra vescica (in inglese: bladder), retto, prostata e sinfisi pubica

Il paziente deve essere disposto supino e con vescica piena. La cute della regione ipogastrica deve essere disinfettata abbondantemente (ad esempio con soluzione di iodopovidone). Si procede alla anestesia locale utilizzando una soluzione di lidocaina al 2% o simili. Si perfora la cute con un ago sottile (talvolta si ricorre direttamente a un trocar) subito sopra la sinfisi pubica. Si deve avere cura di mantenere l'ago orientato verso il basso fino a raggiungere e perforare la vescica.

Una volta perforata la vescica si osserva la fuoriuscita di urina. A questo punto si introduce il catetere sovrapubico all'interno dell'ago (se di diametro adeguato). In caso di aghi di piccole dimensioni si dilata il tramite con specifici dilatatori. Al termine il catetere viene fissato alla cute. La manovra viene spesso eseguita sotto controllo ecografico
La durata dell'intervento di norma è di circa 30 minuti. La procedura può essere eseguita ambulatorialmente o in day-surgery

## Complicanze
- Ematoma della cute in sede di intervento
- Ematuria lieve o severa
- Urgenza minzionale
- Infezione della regione circostante la stomia
- Perforazione intestinale (estremamente rara)[5][6][7]
- Dislocazione del catetere.[8]

## Cura della stomia
In genere la cistostomia è di facile controllo e gestione. Tuttavia è buona norma che il paziente controlli con attenzione il punto in cui il catetere penetra nella parete addominale almeno 1-2 volte al giorno. In particolare si deve prestare attenzione alla presenza di:
- Arrossamento
- Dolore
- Tumefazione locale
- Secrezioni siero-purulente

È bene lavare quotidianamente l'area cutanea circostante il catetere con i normali detergenti cutanei. Quindi si deve tamponare delicatamente in modo da rendere la parte ben asciutta. Le docce sono permesse. Non si devono usare creme, polveri o spray nei pressi della stomia, con l'eccezione di quelli eventualmente indicati dal medico. A protezione della stomia è bene che subito al di sopra della stessa sia applicata una garza e venga fissata con cerotti.

## Informazioni al paziente
Il paziente deve essere informato della necessità di controllare periodicamente che il catetere funzioni correttamente. Il medico e l'infermiere debbono inoltre addestrare il paziente alla corretta cura della stomia e a svuotare la sacca di raccolta delle urine. Il paziente dovrà fare attenzione alla comparsa di ogni sintomo che possa essere considerato un campanello d'allarme per una possibile infezione delle vie urinarie.